# 38e législature du Québec
| 37e législature      | 37e législature | 38e législature | 38e législature | 38e législature | 38e législature | 38e législature | 38e législature | 39e législature | 39e législature | 39e législature |
| Gouvernement Charest |                 |                 |                 |                 |                 |                 |                 |                 |                 |                 |
| 2006                 | 2007            | 2007            | 2007            | 2007            | 2008            | 2008            | 2008            | 2008            | 2009            | 2009            |

La 38e législature du Québec est élue lors de l'élection générale québécoise de 2007 tenue le 26 mars 2007 et dissoute par le lieutenant-gouverneur Pierre Duchesne le 5 novembre 2008. Elle permet la formation d'un gouvernement libéral minoritaire avec comme chef Jean Charest.

## Chronologie

### Événements généraux
- 26 mars 2007: 38e élection générale québécoise
- 5 avril 2007 : assermentation des 48 députés du Parti libéral du Québec[1].
- 12 avril 2007 : assermentation des 41 députés de l'Action démocratique du Québec[2].
- 18 avril 2007 : formation du Conseil des ministres[3].
- 25 avril 2007 : assermentation des 36 députés du Parti québécois[4].
- 8 mai 2007 : reprise des travaux de l'Assemblée nationale.
- 9 mai 2007 : discours d'ouverture de la 1re session de la 38e législature.
- 24 mai 2007 : discours sur le budget 2007-2008.
- 13 mars 2008 : discours sur le budget 2008-2009.
- 21 octobre 2008 : François Gendron est élu président de l'Assemblée nationale dans la controverse (voir: Élection du président de l'Assemblée nationale du Québec en 2008)

### Élections partielles et démissions
- 8 mai 2007: démission du chef du deuxième groupe d'opposition, André Boisclair[5]. Il demeure toutefois député de Pointe-aux-Trembles.
- 13 août 2007: démission du député de Charlevoix, Rosaire Bertrand[6].
- 24 septembre 2007: Élection partielle dans la circonscription de Charlevoix. Pauline Marois, la candidate et chef du Parti québécois, remporte le scrutin[7],[8].
- 17 octobre 2007: démission de la députée de Bourget, Diane Lemieux[9].
- 15 novembre 2007: démission du député de Pointe-aux-Trembles, André Boisclair.
- 9 avril 2008: démission du député de Hull, Roch Cholette.
- 12 mai 2008: élections partielles dans les circonscriptions de Bourget, Hull et Pointe-aux-Trembles. Maryse Gaudreault (libérale) est élue dans Hull, Maka Kotto (PQ) dans Bourget et Nicole Leger (PQ) dans Pointe-aux-Trembles.
- 25 juin 2008: démission du député de Jean-Talon, Philippe Couillard[10].
- 24 septembre 2008: démission du député de Jeanne-Mance—Viger, Michel Bissonnet.
- 29 septembre 2008: élection partielle dans la circonscription de Jean-Talon. Yves Bolduc (libéral) est élu.
- 22 octobre 2008: démission du député de Notre-Dame-de-Grâce, Russell Copeman.
- 23 octobre 2008: le député d'Iberville, André Riedl, et celui de Champlain, Pierre-Michel Auger, quittent l'ADQ pour rejoindre le caucus du Parti libéral[11].

### Conseil des ministres
Le conseil des ministres a été formé le 18 avril 2007. Il est constitué de huit hommes et huit femmes en plus du premier ministre.

## Évolution des députés par parti
|       |                               | Période               | Période                    | Période                       | Période                      | Période                    | Période               | Période              | Période                    | Période                       | Période                      | Période |
| ----- | ----------------------------- | --------------------- | -------------------------- | ----------------------------- | ---------------------------- | -------------------------- | --------------------- | -------------------- | -------------------------- | ----------------------------- | ---------------------------- | ------- |
| Parti | Parti                         | mars 2007 à août 2007 | août 2007 à septembre 2007 | septembre 2007 à octobre 2007 | octobre 2007 à novembre 2007 | novembre 2007 à avril 2008 | avril 2008 à mai 2008 | mai 2008 à juin 2008 | juin 2008 à septembre 2008 | septembre 2008 à octobre 2008 | octobre 2008 à novembre 2008 |         |
|       | Action démocratique du Québec | 41                    | 41                         | 41                            | 41                           | 41                         | 41                    | 41                   | 41                         | 41                            | 39                           |         |
|       | Parti libéral du Québec       | 48                    | 48                         | 48                            | 48                           | 48                         | 47                    | 48                   | 47                         | 47                            | 48                           |         |
|       | Parti québécois               | 36                    | 35                         | 36                            | 35                           | 34                         | 34                    | 36                   | 36                         | 36                            | 36                           |         |
|       | Sièges vacants                | 0                     | 1                          | 0                             | 1                            | 2                          | 3                     | 0                    | 1                          | 1                             | 2                            |         |

## Sondages
|                                                                       |                                 |
| Évolution des intentions de vote pendant la 38e législature du Québec |                                 |
| - Parti libéral - Parti québécois - Action démocratique               | - Québec solidaire - Parti vert |

## Liste des députés
- Les caractères gras indiquent que la personne a été membre du conseil des ministres durant la législature.
- Les caractères en italique indiquent les personnes qui ont été chefs d'un parti politique durant la législature (André Boisclair, Jean Charest, Mario Dumont et Pauline Marois).

 Voir pouvez consulter la liste des circonscriptions provinciales par région à la page suivante.
|  | Nom                            | Parti                            | Circonscription             |
|  | ------------------------------ | -------------------------------- | --------------------------- |
|  | Alexis Wawanoloath             | Parti québécois                  | Abitibi-Est                 |
|  | François Gendron               | Parti québécois                  | Abitibi-Ouest               |
|  | Christine St-Pierre            | Libéral                          | Acadie                      |
|  | Lise Thériault                 | Libéral                          | Anjou                       |
|  | David Whissell                 | Libéral                          | Argenteuil                  |
|  | Jean-François Roux             | ADQ                              | Arthabaska                  |
|  | Janvier Grondin                | ADQ                              | Beauce-Nord                 |
|  | Claude Morin                   | ADQ                              | Beauce-Sud                  |
|  | Serge Deslières                | Parti québécois                  | Beauharnois                 |
|  | Jean Domingue                  | ADQ                              | Bellechasse                 |
|  | François Benjamin              | ADQ                              | Berthier                    |
|  | Claude Cousineau               | Parti québécois                  | Bertrand                    |
|  | Pierre Gingras                 | ADQ                              | Blainville                  |
|  | Nathalie Normandeau            | Libéral                          | Bonaventure                 |
|  | Diane Lemieux (2007)           | Parti québécois                  | Bourget                     |
|  | Maka Kotto (2008)              | Parti québécois                  | Bourget                     |
|  | Pierre Curzi                   | Parti québécois                  | Borduas                     |
|  | Line Beauchamp                 | Libéral                          | Bourassa-Sauvé              |
|  | Pierre Paradis                 | Libéral                          | Brome-Missisquoi            |
|  | Richard Merlini                | ADQ                              | Chambly                     |
|  | Pierre-Michel Auger            | ADQ (2007-2008) Libéral (2008-…) | Champlain                   |
|  | Benoît Pelletier               | Libéral                          | Chapleau                    |
|  | Catherine Morissette           | ADQ                              | Charlesbourg                |
|  | Rosaire Bertrand (2007)        | Parti québécois                  | Charlevoix                  |
|  | Pauline Marois (2007-2008)     | Parti québécois                  | Charlevoix                  |
|  | Jean-Marc Fournier             | Libéral                          | Châteauguay                 |
|  | Gilles Taillon                 | ADQ                              | Chauveau                    |
|  | Stéphane Bédard                | Parti québécois                  | Chicoutimi                  |
|  | Guy Ouellette                  | Libéral                          | Chomedey                    |
|  | Marc Picard                    | ADQ                              | Chutes-de-la-Chaudière      |
|  | Lisette Lapointe               | Parti québécois                  | Crémazie                    |
|  | Lawrence S. Bergman            | Libéral                          | D'Arcy-McGee                |
|  | Lucie Leblanc                  | ADQ                              | Deux-Montagnes              |
|  | Sébastien Schneeberger         | ADQ                              | Drummond                    |
|  | Jacques Côté                   | Parti québécois                  | Dubuc                       |
|  | Lorraine Richard               | Parti québécois                  | Duplessis                   |
|  | Michelle Courchesne            | Libéral                          | Fabre                       |
|  | Laurent Lessard                | Libéral                          | Frontenac                   |
|  | Guy Lelièvre                   | Parti québécois                  | Gaspé                       |
|  | Stéphanie Vallée               | Libéral                          | Gatineau                    |
|  | Nicolas Girard                 | Parti québécois                  | Gouin                       |
|  | Linda Lapointe                 | ADQ                              | Groulx                      |
|  | Louise Harel                   | Parti québécois                  | Hochelaga-Maisonneuve       |
|  | Roch Cholette (2007-2008)      | Libéral                          | Hull                        |
|  | Maryse Gaudreault (2008)       | Libéral                          | Hull                        |
|  | Albert De Martin               | ADQ                              | Huntingdon                  |
|  | André Riedl                    | ADQ (2007-2008) Libéral (2008-…) | Iberville                   |
|  | Maxime Arseneau                | Parti québécois                  | Îles-de-la-Madeleine        |
|  | Geoffrey Kelley                | Libéral                          | Jacques-Cartier             |
|  | Jean-François Gosselin         | ADQ                              | Jean-Lesage                 |
|  | Michel Bissonnet (2007-2008)   | Libéral                          | Jeanne-Mance—Viger          |
|  | Philippe Couillard (2007-2008) | Libéral                          | Jean-Talon                  |
|  | Yves Bolduc (2008)             | Libéral                          | Jean-Talon                  |
|  | Éric Charbonneau               | ADQ                              | Johnson                     |
|  | Pascal Beaupré                 | ADQ                              | Joliette                    |
|  | Sylvain Gaudreault             | Parti québécois                  | Jonquière                   |
|  | Claude Béchard                 | Libéral                          | Kamouraska-Témiscouata      |
|  | Sylvain Pagé                   | Parti québécois                  | Labelle                     |
|  | Alexandre Cloutier             | Parti québécois                  | Lac-Saint-Jean              |
|  | Tony Tomassi                   | Libéral                          | LaFontaine                  |
|  | Éric Caire                     | ADQ                              | La Peltrie                  |
|  | Fatima Houda-Pepin             | Libéral                          | La Pinière                  |
|  | Nicole Ménard                  | Libéral                          | Laporte                     |
|  | Monique Roy Verville           | ADQ                              | La Prairie                  |
|  | Éric Laporte                   | ADQ                              | L'Assomption                |
|  | Gerry Sklavounos               | Libéral                          | Laurier-Dorion              |
|  | Alain Paquet                   | Libéral                          | Laval-des-Rapides           |
|  | Julie Boulet                   | Libéral                          | Laviolette                  |
|  | Christian Lévesque             | ADQ                              | Lévis                       |
|  | Sylvie Roy                     | ADQ                              | Lotbinière                  |
|  | Sam Hamad                      | Libéral                          | Louis-Hébert                |
|  | Monique Jérôme-Forget          | Libéral                          | Marguerite-Bourgeoys        |
|  | Simon-Pierre Diamond           | ADQ                              | Marguerite-D'Youville       |
|  | Bernard Drainville             | Parti québécois                  | Marie-Victorin              |
|  | François Ouimet                | Libéral                          | Marquette                   |
|  | Jean Damphousse                | ADQ                              | Maskinongé                  |
|  | Ginette Grandmont              | ADQ                              | Masson                      |
|  | Pascal Bérubé                  | Parti québécois                  | Matane                      |
|  | Danielle Doyer                 | Parti québécois                  | Matapédia                   |
|  | Johanne Gonthier               | Libéral                          | Mégantic-Compton            |
|  | Daniel Turp                    | Parti québécois                  | Mercier                     |
|  | Maurice Clermont               | Libéral                          | Mille-Îles                  |
|  | François Desrochers            | ADQ                              | Mirabel                     |
|  | Claude Roy                     | ADQ                              | Montmagny-L'Islet           |
|  | Hubert Benoit                  | ADQ                              | Montmorency                 |
|  | Pierre Arcand                  | Libéral                          | Mont-Royal                  |
|  | Yolande James                  | Libéral                          | Nelligan                    |
|  | Éric Dorion                    | ADQ                              | Nicolet-Yamaska             |
|  | Russell Copeman (2007-2008)    | Libéral                          | Notre-Dame-de-Grâce         |
|  | Pierre Reid                    | Libéral                          | Orford                      |
|  | Raymond Bachand                | Libéral                          | Outremont                   |
|  | Norman MacMillan               | Libéral                          | Papineau                    |
|  | André Boisclair (2007)         | Parti québécois                  | Pointe-aux-Trembles         |
|  | Nicole Léger (2008)            | Parti québécois                  | Pointe-aux-Trembles         |
|  | Charlotte L'Écuyer             | Libéral                          | Pontiac                     |
|  | Raymond Francoeur              | ADQ                              | Portneuf                    |
|  | Martin Camirand                | ADQ                              | Prévost                     |
|  | Marjolain Dufour               | Parti québécois                  | René-Lévesque               |
|  | Sylvain Simard                 | Parti québécois                  | Richelieu                   |
|  | Yvon Vallières                 | Libéral                          | Richmond                    |
|  | Irvin Pelletier                | Parti québécois                  | Rimouski                    |
|  | Mario Dumont                   | ADQ                              | Rivière-du-Loup             |
|  | Pierre Marsan                  | Libéral                          | Robert-Baldwin              |
|  | Denis Trottier                 | Parti québécois                  | Roberval                    |
|  | Rita Dionne-Marsolais          | Parti québécois                  | Rosemont                    |
|  | François Legault               | Parti québécois                  | Rousseau                    |
|  | Johanne Morasse                | Parti québécois                  | Rouyn-Noranda—Témiscamingue |
|  | Monique Gagnon-Tremblay        | Libéral                          | Saint-François              |
|  | Marguerite Blais               | Libéral                          | Saint-Henri—Sainte-Anne     |
|  | Claude L'Écuyer                | ADQ                              | Saint-Hyacinthe             |
|  | Lucille Méthé                  | ADQ                              | Saint-Jean                  |
|  | Jacques P. Dupuis              | Libéral                          | Saint-Laurent               |
|  | Martin Lemay                   | Parti québécois                  | Sainte-Marie—Saint-Jacques  |
|  | Robert Deschamps               | ADQ                              | Saint-Maurice               |
|  | François Bonnardel             | ADQ                              | Shefford                    |
|  | Jean Charest                   | Libéral                          | Sherbrooke                  |
|  | Lucie Charlebois               | Libéral                          | Soulanges                   |
|  | Marie Malavoy                  | Parti québécois                  | Taillon                     |
|  | Agnès Maltais                  | Parti québécois                  | Taschereau                  |
|  | Jean-François Therrien         | ADQ                              | Terrebonne                  |
|  | Sébastien Proulx               | ADQ                              | Trois-Rivières              |
|  | Luc Ferland                    | Parti québécois                  | Ungava                      |
|  | Camil Bouchard                 | Parti québécois                  | Vachon                      |
|  | Sylvain Légaré                 | ADQ                              | Vanier                      |
|  | Yvon Marcoux                   | Libéral                          | Vaudreuil                   |
|  | Stéphane Bergeron              | Parti québécois                  | Verchères                   |
|  | Henri-François Gautrin         | Libéral                          | Verdun                      |
|  | Emmanuel Dubourg               | Libéral                          | Viau                        |
|  | Vincent Auclair                | Libéral                          | Vimont                      |
|  | Jacques Chagnon                | Libéral                          | Westmount—Saint-Louis       |